# Caetano Veloso (1968년 음반)
《Caetano Veloso》는 1968년 브라질의 싱어송라이터 카에타누 벨로주의 데뷔 솔로 스튜디오 음반이다. 그는 전에 가우 코스타와 협력하여 《Domingo》를 발매했다. 이것은 최초의 트로피칼리아 노력 중 하나였으며, 율리오 메다글리아, 다미아노 코젤라, 산디노 호하겐의 편곡과 함께 트로피칼리아 운동의 "안트로포피아"(예술적 식인 풍습)을 보여주는 다양한 영향을 특징으로 한다. 사이키델리아, 록, 팝, 인도 음악, 보사노바, 바이아 음악 그리고 다른 장르들의 사운드가 음반에 등장한다. 이 곡은 히트곡인 〈Alegria, Alegria〉, 〈Tropicália〉, 〈Soy loco por ti, América〉를 포함하고 있다.

## 배경
레코드TV 페스티벌에서 미래 지향적인 〈Alegria, Alegria〉의 성공을 활용하기 위해 녹음된 이 음반은 대부분 카에타누와 그의 동료 트로피컬리스타들이 브라질 대중음악을 취하고자 하는 새로운 방향으로 계속되었다. 그의 데뷔 음반인 《Domingo》는 주로 보사노바와 같은 브라질 전통 음악 스타일을 기반으로 했으며, 그의 두 번째 음반은 로큰롤과 사이키델리아에 더 흔한 사운드와 기악에 크게 의존했다.

## 평가
| 전문가 평가 | 전문가 평가 |
| 평가 점수   | 평가 점수   |
| 출처        | 점수        |
| ----------- | ----------- |
| Allmusic    | [ 2 ]       |
| Pitchfork   | 9.4/10      |

카에타누는 이 음반에 대해 "아마추어적이고 혼란스럽다"며 불쾌감을 표시했지만, 브라질 최고의 음반 목록에 자주 등장하는 고전으로 널리 알려져 있다. 브라질에서 발매되자마자 큰 인기를 끌었고, 브라질 언론은 〈Tropicália〉라는 곡을 사용해 "트로피칼리아"를 대표하는 더 큰 예술 운동을 세례하고, 카에타누를 경멸했다. 이 음반은 2001년 라틴 그래미 어워드 명예의 전당에 헌액되었다.

## 곡 목록
모든 곡들은 특별한 언급이 없는 한 카에타누 벨로주에 의해 작사/작곡하였다.
| #  | 제목                               | 작사·작곡                    | 재생 시간 |
| -- | ---------------------------------- | ---------------------------- | --------- |
| 1. | 〈Tropicália〉                     |                              | 3:40      |
| 2. | 〈Clarice〉                        | 벨로주, 호세 카를로스 카프몬 | 5:31      |
| 3. | 〈No Dia em que Eu Vim-Me Embora〉 | 벨로주, 지우베르투 지우      | 2:26      |
| 4. | 〈Alegria, Alegria〉               |                              | 2:46      |
| 5. | 〈Onde Andarás?〉                  | 벨로주, 페헤이라 굴라르      | 1:55      |
| 6. | 〈Anunciação〉                     | 벨로주, 로제리오 두아르테    | 2:01      |

| #   | 제목                          | 작사·작곡               | 재생 시간 |
| --- | ----------------------------- | ----------------------- | --------- |
| 7.  | 〈Superbacana〉               |                         | 1:28      |
| 8.  | 〈Paisagem Útil〉             |                         | 2:35      |
| 9.  | 〈Clara〉 (Feat. 가우 코스타) | 벨로주, 페인호 알부커키 | 2:43      |
| 10. | 〈Soy loco por ti, América〉  | 벨로주, 카프몬          | 3:40      |
| 11. | 〈Ave Maria〉                 |                         | 2:06      |
| 12. | 〈Eles〉                      | 벨로주, 지우            | 4:40      |